# Vox balenae
Con l'espressione vox balenae (in latino, voce di balena) ci si riferisce a un particolare registro dell'organo.

## Struttura
Registro da 64' estremamente raro, è presente nella pedaliera e produce un suono così profondo da sembrare solo una forte vibrazione. Solitamente, il suono è prodotto mediante il sistema del terzo suono di Tartini.
La vox balenae è presente nella pedaliera dell'organo del duomo di Colonia, della chiesa di san Fridolin a Münster e nella First United Methodist Church di Richardson, in Texas.